# Cramers regel
Cramers regel är en sats inom linjär algebra, vilken ger lösningen till ett linjärt ekvationssystem med hjälp av determinanter. Satsen är namngiven efter Gabriel Cramer (1704–1752).
Beräkningsmässigt är metoden ineffektiv då flera ekvationsevalueringar är nödvändiga. Den är därför sällan använd inom praktiska tillämpningar. Men satsen har ett teoretiskt värde då metoden ger ett explicit uttryck för lösningar till ekvationssystem.
Ett ekvationssystem representeras i matrisnotation som
{\displaystyle A\mathbf {x} =\mathbf {c} }
där {\displaystyle A} är en inverterbar kvadratisk matris och vektorn {\displaystyle \mathbf {x} } är en kolonnvektor.
Enligt Cramers sats är
{\displaystyle x_{i}={\frac {\det {A_{i}}}{\det {A}}},}
där {\displaystyle A_{i}} är matrisen med i:te kolumnen i {\displaystyle A} utbytt mot kolumnvektorn {\displaystyle \mathbf {c} } då lösningen {\displaystyle x_{i}} sökes.

## Exempel
Cramers metod är lämplig för att lösa ekvationssystem med två obekanta
{\displaystyle {\begin{matrix}ax+by=e\\cx+dy=f\end{matrix}}}
vilket motsvarar matrisnotationen
{\displaystyle {\begin{bmatrix}a&b\\c&d\end{bmatrix}}{\begin{bmatrix}x\\y\end{bmatrix}}={\begin{bmatrix}e\\f\end{bmatrix}}}
Lösningarna är enligt Cramers regel
{\displaystyle x={\frac {\begin{vmatrix}e&b\\f&d\end{vmatrix}}{\begin{vmatrix}a&b\\c&d\end{vmatrix}}}={ed-bf \over ad-bc}}
{\displaystyle y={\frac {\begin{vmatrix}a&e\\c&f\end{vmatrix}}{\begin{vmatrix}a&b\\c&d\end{vmatrix}}}={af-ec \over ad-bc}}

## Bevis
För ett bevis av Cramers regel kan två egenskaper hos determinanter utnyttjas:
1. Addition av en kolumn till en annan kolumn ändrar inte determinantens värde
2. Multiplikation av en kolumn i en matris A med ett reellt tal c ändrar det(A) till c det(A)

Antag att vi har n linjära ekvationer av de n variablerna {\displaystyle x_{1},x_{2},\ldots ,x_{n}}:
{\displaystyle {\begin{matrix}a_{11}x_{1}+a_{12}x_{2}+\cdots +a_{1n}x_{n}&=&b_{1}\\a_{21}x_{1}+a_{22}x_{2}+\cdots +a_{2n}x_{n}&=&b_{2}\\\vdots &\vdots &\vdots \\a_{n1}x_{1}+a_{n2}x_{2}+\cdots +a_{nn}x_{n}&=&b_{n}\end{matrix}}}
Enligt Cramers regel är
{\displaystyle x_{1}={\frac {\left|{\begin{matrix}b_{1}&a_{12}&\ldots &a_{1n}\\b_{2}&a_{22}&\ldots &a_{2n}\\\vdots &\vdots &\ddots &\vdots \\b_{n}&a_{n2}&\ldots &a_{nn}\end{matrix}}\right|}{\left|{\begin{matrix}a_{11}&a_{12}&\ldots &a_{1n}\\a_{21}&a_{22}&\ldots &a_{2n}\\\vdots &\vdots &\ddots &\vdots \\a_{n1}&a_{n2}&\ldots &a_{nn}\end{matrix}}\right|}}}
Om {\displaystyle b_{1},b_{2},\ldots ,b_{n}} substitueras med det ursprungliga systemets vänsterled, är kvoten ekvivalent med
{\displaystyle x_{1}={\frac {\left|{\begin{matrix}(a_{11}x_{1}+a_{12}x_{2}+\cdots +a_{1n}x_{n})&a_{12}&\ldots &a_{1n}\\(a_{21}x_{1}+a_{22}x_{2}+\cdots +a_{2n}x_{n})&a_{22}&\ldots &a_{2n}\\\vdots &\vdots &\ddots &\vdots \\(a_{n1}x_{1}+a_{n2}x_{2}+\cdots +a_{nn}x_{n})&a_{n2}&\ldots &a_{nn}\end{matrix}}\right|}{\left|{\begin{matrix}a_{11}&a_{12}&\ldots &a_{1n}\\a_{21}&a_{22}&\ldots &a_{2n}\\\vdots &\vdots &\ddots &\vdots \\a_{n1}&a_{n2}&\ldots &a_{nn}\end{matrix}}\right|}}}
Genom att från den första kolumnen subtrahera den andra kolumnen multiplicerad med {\displaystyle x_{2}}, den tredje multiplicerad med {\displaystyle x_{3}} och så vidare, visar sig kvoten vara lika med
{\displaystyle x_{1}={\frac {\left|{\begin{matrix}a_{11}x_{1}&a_{12}&\ldots &a_{1n}\\a_{21}x_{1}&a_{22}&\ldots &a_{2n}\\\vdots &\vdots &\ddots &\vdots \\a_{n1}x_{1}&a_{n2}&\ldots &a_{nn}\end{matrix}}\right|}{\left|{\begin{matrix}a_{11}&a_{12}&\ldots &a_{1n}\\a_{21}&a_{22}&\ldots &a_{2n}\\\vdots &\vdots &\ddots &\vdots \\a_{n1}&a_{n2}&\ldots &a_{nn}\end{matrix}}\right|}}}
Enligt determinantegenskap (2) kan faktorn {\displaystyle x_{1}} i täljarens första kolumn brytas ut. Därmed har vi
{\displaystyle x_{1}=x_{1}{\frac {\left|{\begin{matrix}a_{11}&a_{12}&\ldots &a_{1n}\\a_{21}&a_{22}&\ldots &a_{2n}\\\vdots &\vdots &\ddots &\vdots \\a_{n1}&a_{n2}&\ldots &a_{nn}\end{matrix}}\right|}{\left|{\begin{matrix}a_{11}&a_{12}&\ldots &a_{1n}\\a_{21}&a_{22}&\ldots &a_{2n}\\\vdots &\vdots &\ddots &\vdots \\a_{n1}&a_{n2}&\ldots &a_{nn}\end{matrix}}\right|}}}.
Om på motsvarande sätt, kolumn nummer k från det ursprungliga ekvationssystemets motsvarande matris ersätts med kolumn b, är resultatet kvoten {\displaystyle x_{k}}, eller
{\displaystyle x_{k}={\frac {\left|{\begin{matrix}a_{11}&\ldots &a_{1k}x_{k}&\ldots &\\a_{21}&\ldots &a_{2k}x_{k}&\ldots &\\\vdots &\ddots &\vdots &&\\a_{n1}&\ldots &a_{nk}x_{k}&\ldots &\end{matrix}}\right|}{\left|{\begin{matrix}a_{11}&a_{12}&\ldots &a_{1n}\\a_{21}&a_{22}&\ldots &a_{2n}\\\vdots &\vdots &\ddots &\vdots \\a_{n1}&a_{n2}&\ldots &a_{nn}\end{matrix}}\right|}}=x_{k}{\frac {\left|{\begin{matrix}a_{11}&a_{12}&\ldots &a_{1n}\\a_{21}&a_{22}&\ldots &a_{2n}\\\vdots &\vdots &\ddots &\vdots \\a_{n1}&a_{n2}&\ldots &a_{nn}\end{matrix}}\right|}{\left|{\begin{matrix}a_{11}&a_{12}&\ldots &a_{1n}\\a_{21}&a_{22}&\ldots &a_{2n}\\\vdots &\vdots &\ddots &\vdots \\a_{n1}&a_{n2}&\ldots &a_{nn}\end{matrix}}\right|}}}